# Diomedeöarna
Diomedeöarna (engelska: Diomede Islands, ryska: Острова́ Диоми́да, Ostrová Diomída) är en ögrupp om två öar i Norra ishavet som delas mellan USA och Ryssland. Öarna ligger bara cirka 4 kilometer från varandra, men ligger på varsin sida av den internationella datumlinjen vilket innebär att tidsskillnaden mellan öarna uppgår till ett dygn, eller i praktiken 21 timmar på grund av lokala dragningar av tidszonerna.
Diomedeöarna är också den enda platsen där ryskt och amerikanskt territorialvatten möts.

## Geografi
Diomedeöarna ligger mitt i Berings sund i dess smalaste ställe cirka 45 km sydöst om Kap Dezjnjov på Tjuktjerhalvön på den asiatiska kontinenten och cirka 40 km nordväst om Kap Prince of Wales på Sewardhalvön på den amerikanska kontinenten.
Öarna är av vulkaniskt ursprung och har en sammanlagd areal om cirka 36 km².

### Stora Diomedeön
Stora Diomedeön (О́стров Ратма́нова, Óstrov Ratmánova) utgör den västra delen i ögruppen. Ön har en areal om cirka 29 km² och är Rysslands östligaste punkt. Dess geografiska koordinater är 65°46′52″N 169°03′25″V / 65.78111°N 169.05694°V.

### Lilla Diomedeön
Lilla Diomedeön (Little Diomede Island) utgör den östra delen i ögruppen. Ön har en areal om cirka 7 km². Dess geografiska koordinater är 65°45′17″N 168°55′24″V / 65.75472°N 168.92333°V.

### Fairwayklippan
Den lilla klippön Fairwayklippan (Fairway Rock) ligger cirka 19 km sydöst om Lilla Diomedeön och räknas ibland till ögruppen dock utan att vara en geografisk del av den. Den obebodda klippön har en areal om cirka 0,3 km². Dess geografiska koordinater är 65°37′26″N 168°44′25″V / 65.62389°N 168.74028°V.

## Historia
Öarna har varit bebodda av inuiter sedan lång tid.
Ögruppen upptäcktes av den ryske upptäcktsresanden Semjon Dezjnjov 1648 men föll i glömska och återupptäcktes den 16 augusti 1728 av dansk-ryske Vitus Bering. Ögruppen döptes då till "Diomedeöarna" efter den ryske martyren St. Diomede som firas detta datum .
År 1732 utforskades och kartlades området av ryske geodesiologen Michail Spiridonovitj Gvozdev.
År 1867 genomfördes Alaskaköpet mellan Ryssland och USA, och man lät då gränsen gå mellan öarna.
Efter andra världskriget skickades invånarna på den ryska ön till fastlandet, eftersom de hade kontakt med amerikanerna. 
Den 7 augusti 1987 mitt under det kalla kriget simmade amerikanskan Lynne Cox från Lilla Diomedeön till Stora Diomedeön, genomförd som en fredshandling.
År 1995 startade brittiske Michael Palin sin "Full Circle" (en rundresa i Stilla havet) från Lilla Diomedeön.